# 腺蜡瓣花
腺蜡瓣花（学名：Corylopsis glandulifera）为金缕梅科蜡瓣花属下的一个种。

## 扩展阅读
- 維基物種上的相關：腺蜡瓣花